# Řád rudého praporu práce (Mongolsko)
Řád rudého praporu práce (mongolsky Хөдөлмөрийн гавьяаны улаан тугийн одон) bylo státní vyznamenání Mongolské lidové republiky založené roku 1926. Udílen byl jednotlivcům i kolektivům za mimořádné úspěchy v práci.

## Historie a pravidla udílení
Analogicky se sovětským Řádem rudého praporu práce byl i v Mongolské lidové republice v roce 1926 založen řád za stejným účelem. Udílen byl občanům Mongolska a organizacím za pracovní úspěchy. Původně se vyznamenání jmenovalo Řád za občanské zásluhy (mongolsky Бичгийн гавьяаны одон), který byl v roce 1940 přejmenován na Řád za hospodářské zásluhy (mongolsky Аж ахуйн гавьяаны одон) a nakonec v roce 1945 bylo vyznamenání přejmenováno na Řád rudého praporu práce. Kvůli změně názvu, ale také kvůli změnám ve vzhledu státních symbolů se několikrát měnil i vzhled řádových insignií, a to v letech 1940, 1945 a 1970.
Postavení tohoto řádu v rámci systému mongolských vyznamenání bylo schváleno zákonem č. 26-27 ze dne 16. května 1941. Tento zákon také určoval, že vyznamenání bylo nadále udíleno pracujícímu lidu, dělníkům, zaměstnancům a dalším občanům, kteří dosáhli pozoruhodných výsledků svou poctivou prací při rozvoji chovu zvířat, průmyslu, kultury, zdravotnictví a dalších odvětví národního hospodářství země. Mohlo být uděleno také průmyslovým a správním organizacím a institucím, které úspěšně plnily státní plán a dosahovaly pozoruhodných úspěchů v organizaci práce posilujíc tak ekonomickou sílu Mongolské lidové republiky.

## Insignie

### Typ I (1926–1940)
Řádový odznak byl vyroben z pozlaceného stříbra. Skládal se ze čtyř samostatných částí, které byly ručně odlévány a pomocí čepů následně sestavovány. Hmotnost odznaku byla 35,2 g a jeho průměr dosahoval 51 mm. Odznak měl tvar konvexní šesticípé hvězdy. Uprostřed byl kulatý žlutě smaltovaný sluneční kotouč. Na něm byl bíle smaltovaný mongolský ornament ulzij chee, který symbolizuje štěstí, dobro, pohodu. Na vrcholu byl vyvýšený znak Sojombo, zdobený červenobílým smaltem. Pod erbem byl zeleně smaltovaný věnec z lotosových listů. Nad erbem byla pěticípá hvězda, uprostřed níž bylo symbolické vyobrazení dvou ryb pokrytých červeným a bílým smaltem. Zadní strana byla hladká a mírně konkávní. Ve středu byl čep k připnutí odznaku k oděvu.

### Typ II (1940–1945)
Řádový odznak byl vyroben z pozlaceného stříbra. Celková hmotnost odznaku byla 53,3 g. Odznak byl vysoký 51,5 mm a široký 48 mm. Odznak měl tvar konvexního zeleně smaltovaného věnce z vavřínových listů. Uprostřed věnce byl státní znak Mongolské lidové republiky typu 1940, který byl částečně pokryt světle modrým, červeným a žlutým smaltem. V horní části věnce byla červeně smaltovaná stuha s nápisem Б. Н. М. А. У. Tmavě červeně smaltovaná stuha se nacházela i pod věncem. Zadní strana byla hladká a mírně konkávní. Ve středu byl čep k připnutí odznaku k oděvu. Ve spodní části byl nápis Монетный двор a vyryté sériové číslo vyznamenání.

### Typ III (1945–1970)
Řádový odznak byl vyroben z pozlaceného stříbra. Celková hmotnost odznaku byla 64,4 g. Odznak byl vysoký 54 mm a široký 50 mm. Řádový odznak měl tvar konvexní osmicípé hvězdy s cípy tvořenými fasetovanými různě dlouhými paprsky. Každý cíp se skládal z jednoho středového rozdvojeného paprsku a dvou paprsků špičatých. Mezi cípy byly dva zaoblené paprsky pokryté bílým smaltem. Ve středu hvězdy byl modře smaltovaný kulatý medailon se státním znakem Mongolské lidové republiky typu 1941, který byl vyveden modrým, červeným, žlutým a zeleným smaltem. Nad znakem byl vlající červeně smaltovaný prapor. Pod znakem byl zeleně smaltovaný věnec z vavřínových listů. Zadní strana byla hladká a mírně konkávní. Ve středu byl čep k připnutí odznaku k oděvu. Ve spodní části bylo vyryto sériové číslo vyznamenání.

### Typ IV (od 1970)
Řádový odznak byl vyroben z pozlaceného stříbra. Celková hmotnost odznaku byla 64,4 g. Odznak byl vysoký 54 mm a široký 50 mm. Řádový odznak měl tvar osmicípé hvězdy s cípy tvořenými fasetovanými různě dlouhými paprsky. Každý cíp se skládal z jednoho středového rozdvojeného paprsku a dvou paprsků špičatých. Mezi cípy byly dva zaoblené paprsky pokryté bílým smaltem. Ve středu hvězdy byl modře smaltovaný kulatý medailon se státním znakem Mongolské lidové republiky typu 1960 pokrytý červeným, modrým, žlutým a zeleným smaltem. Nad znakem byl vlající červeně smaltovaný prapor. Pod znakem byl zeleně smaltovaný věnec z vavřínových listů. Zadní strana byla hladká a mírně konkávní. Ve středu byl čep k připnutí odznaku k oděvu. Ve spodní části bylo vyryto sériové číslo vyznamenání.

### Stuha
Do roku 1961 byla stužka tvořena obdélnou destičkou pokrytou barevným smaltem. Od roku 1961 byl smalt nahrazen moaré stuhou zelené barvy se širokým červeným pruhem uprostřed.